# Воля-Кляшторна
Воля-Кляшторна (пол. Wola Klasztorna) — село в Польщі, у гміні Сецехув Козеницького повіту Мазовецького воєводства.
Населення — 261 особа (2011).
У 1975-1998 роках село належало до Радомського воєводства.

## Демографія
Демографічна структура станом на 31 березня 2011 року:
|          | Загалом | Допрацездатний вік | Працездатний вік | Постпрацездатний вік |
| -------- | ------- | ------------------ | ---------------- | -------------------- |
| Чоловіки | 134     | 18                 | 97               | 19                   |
| Жінки    | 127     | 26                 | 71               | 30                   |
| Разом    | 261     | 44                 | 168              | 49                   |